# МЦ 20-01
МЦ 20-01 — одноствольное магазинное ружьё, предназначено для промысловой и любительской охоты на мелкого, среднего зверя и птицу в районах с любыми климатическими условиями.

## История
Сведения о разработке магазинного ружья 20-го калибра с продольно-скользящим затвором, фотоснимок этого экспериментального ружья (в то время имевшего название МЦ 20-20) и сведения о изготовлении ещё нескольких экземпляров ружья этой модели для опытной эксплуатации были опубликованы в открытой печати в августе 1961 года.
В дальнейшем, с октября 1962 по январь 1963 года ружьё МЦ 20-20 (вместе с несколькими другими экспериментальными моделями охотничьего оружия ЦКИБ СОО) было направлено в Байкальский коопзверопромхоз на территории Слюдянского района Иркутской области РСФСР для испытаний в естественных условиях эксплуатации.
По результатам эксплуатации ружей МЦ 20 были выявлены недостатки (сделанная заодно со ствольной коробкой пластмассовая ложа при поломке или повреждении в любой части требовала замены полностью, а разобрать затвор в полевых условиях без использования инструментов не представлялось возможным), и в конструкцию ружья было рекомендовано внести изменения (обеспечить возможность разборки затвора ружья без инструментов и сделать деревянную ложу). С 1967 года МЦ-20 начали выпускать с деревянной ложей.
Летом 1969 года было подготовлено производство вариантов МЦ-20 под патроны 28 и 32 калибра.

## Описание
Ствол запрессован в ствольную коробку и закреплён штифтом. В базовой версии имеет дульное сужение 0,5 / Mod, то есть получок.
Затвор продольно скользящий поворотный. В передней части затвор имеет два боевых упора для запирания канала ствола по соответствующим внутренним поверхностям ствольной коробки, обеспечивая необходимую прочность запирания. Затвор имеет указатель, который при взведённом ударнике выступает за поверхность крышки затвора.
Прицельные приспособления - открытого типа, включают в себя целик, расположенный в прорези на ствольной коробке и открытую мушку без намушника, припаянную на дульной части ствола. Поэтому для стрельбы влёт, по птице или при стрельбе по тарелочкам, целиться сложно.
Ложа МЦ 20-01 выполнена из дерева и является цельной. Ложа стандартных серийных ружей выполнена из берёзы, штучных - из ореха.
В ложу поперечно установлен нагель, не позволяющий стволу двигаться назад при выстреле от отдачи, в нагель упирается прилив ствола. На нагель воздействует немалая энергия, поэтому многие владельцы этого оружия ставят на ложу второй нагель (перед спусковой скобой).
Магазины двух- и четырёхзарядные, коробчатые, с однорядным расположением патронов.

## Варианты
- МЦ 20 — базовый вариант, выпускалось небольшими партиями в 1964—1971 гг.[3]
- МЦ 20-01 — усовершенствованный вариант 20 калибра[3], выпускался с 1979 года[1].
- МЦ 20-02 — версия 28 калибра[3], выпускается с 1981 г.
- МЦ 20-03 — версия 32 калибра[3], выпускается с 1981 г.
- ТОЗ-106 (МЦ 20-04) отличается наличием складного приклада, рукоятки управления огнём и укороченным до 295 мм стволом с цилиндрической сверловкой. Предназначено для охраны хозяйственных объектов и самообороны. Может применяться для охоты на небольших дальностях. Стрельба может производиться только при разложенном прикладе, при сложенном прикладе стрельба невозможна.
- МЦ 20-07 — нарезная версия под патрон 7,62×51 мм с высокой степенью унификации с гладкоствольным оружием[9]. Комплект технической документации на этот вариант был разработан ЦКИБ СОО и передан на Тульский оружейный завод в 1989 году[10]
- МЦ 20-08 с укороченным до 550 мм стволом, оригинальной ложей с пистолетной рукояткой без приклада[1] и дульным сужением «цилиндр». Предназначено для охраны хозяйственных объектов и самообороны. Может ограниченно (в основном, из-за отсутствия приклада) применяться для охоты.
- МЦ 20-09 — вариант МЦ 20-08, но с ложей от МЦ-20-01 и деревянным прикладом[1].